# Frithjof Clausen
Frithjof „Pitti” Clausen (ur. 13 marca 1916 w Kolbotn, zm. 9 maja 1998 w Oslo) – norweski zapaśnik walczący w stylu klasycznym. Dwukrotny olimpijczyk. Zajął szóste miejsce w Londynie 1948 i odpadł w eliminacjach w Helsinkach 1952. Startował w wadze muszej do 52 kg.

## Letnie Igrzyska Olimpijskie 1948
| Konkurencja                | Walki               | Walki                   | Walki                 | Walki                | Klas. końcowa |
| Konkurencja                | Pierwsza runda      | Druga runda             | Trzecia runda         | Czwarta runda        | Miejsce       |
| -------------------------- | ------------------- | ----------------------- | --------------------- | -------------------- | ------------- |
| styl klasyczny, waga musza | Kenan Olcay (TUR) P | Walter McGuffie (GBR) W | Manuel Varela (ARG) W | Malte Möller (SWE) P | VI miejsce    |

## Letnie Igrzyska Olimpijskie 1952
| Konkurencja                | Walki                     | Klas. końcowa |
| Konkurencja                | Pierwsza runda            | Miejsce       |
| -------------------------- | ------------------------- | ------------- |
| styl klasyczny, waga musza | Mahmud Umar Fauzi (EGY) P | eliminacje    |